# Свилај
Свилај је насељено место у саставу општине Оприсавци у Бродско-посавској жупанији, Република Хрватска.

## Историја
До територијалне реорганизације у Хрватској налазио се у саставу старе општине Славонски Брод.

## Становништво
На попису становништва 2011. године, Свилај је имао 285 становника.

## Попис1991.
На попису становништва 1991. године, насељено место Свилај је имало 345 становника, следећег националног састава:
| Попис 1991.‍  | Попис 1991.‍  | Попис 1991.‍ | Попис 1991.‍ | Попис 1991.‍ |
| ------------ | ------------ | ----------- | ----------- | ----------- |
|              |              |             |             |             |
| Хрвати       | Хрвати       |             | 332         | 96,23%      |
| Југословени  | Југословени  |             | 2           | 0,57%       |
| Срби         | Срби         |             | 2           | 0,57%       |
| неопредељени | неопредељени |             | 3           | 0,86%       |
| регион. опр. | регион. опр. |             | 1           | 0,28%       |
| непознато    | непознато    |             | 5           | 1,44%       |
| укупно: 345  |              |             |             |             |